# Deoxigenação
Deoxigenação é uma reação química envolvendo a remoção de átomos de oxigênio de uma molécula. O termo também se refere à remoção de oxigênio molecular (O2) de gases e solventes, uma etapa nas técnicas sem ar e purificadores de gás.  Quando aplicada a compostos orgânicos, a deoxigenação é um componente de produção de combustíveis bem como um tipo de reação empregado em síntese orgânica, e.g. de medicamentos.

## Deoxigenação de ligações C-O

### Com substituição por H2
Os principais exemplos envolvendo a substituição de um grupo oxo por dois átomos de hidrogênio (A=O → AH2) são hidrogenólises. Exemplos típicos usam catalisadores metálicos e H2 como o reagente. As condições são tipicamente mais enérgicas do que na hidrogenação.
As reações estequiométricas que afetam a desoxigenação incluem a redução de Wolff–Kishner para arilcetonas. A substituição de um grupo hidroxila por hidrogênio (A-OH   →   A-H) é o ponto da deoxigenação de Barton–McCombie e a deoxigenação de Markó–Lam.

### Valorização da biomassa
A deoxigenação é um objetivo importante da conversão de biomassa em combustíveis e produtos químicos úteis. A deoxigenação parcial é efetuada por desidratação e descarboxilação.

### Outras rotas
Grupos de oxigênio também podem ser removidos pelo acoplamento redutivo de cetonas, como ilustrado pela reação de McMurry.
Epóxidos pode ser deoxigenado usando o reagente oxofílico produzido pela combinação de hexacloreto de tungsténio e n-butil lítio gerando o alceno. Esta reação pode prosseguir com perda ou retenção de configuração.

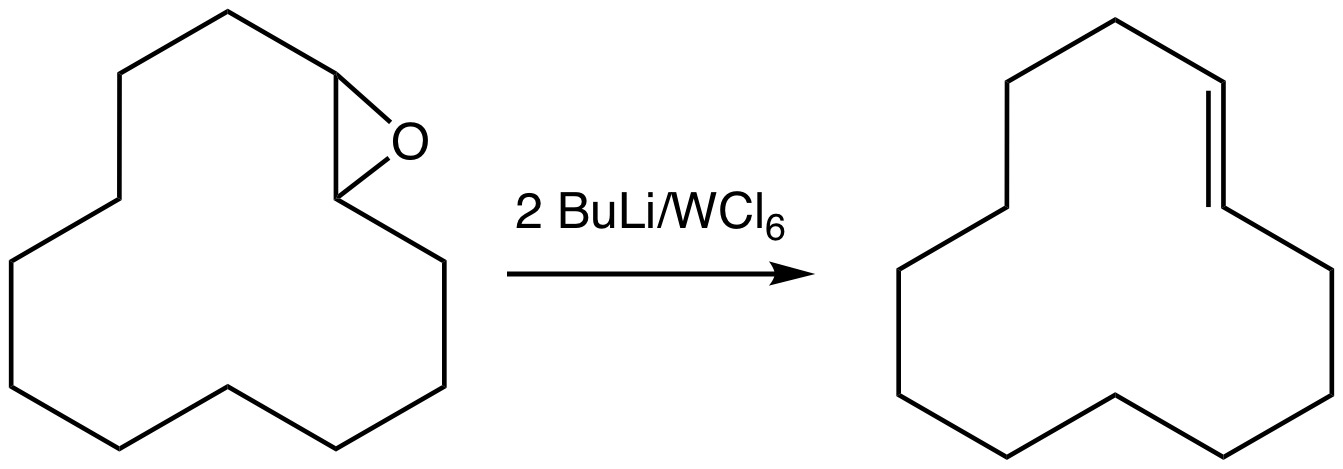
Deoxigenação de óxido de trans-ciclododeceno, o qual ocorre com retenção.

## Deoxigenação de ligações S-O e P-O

### Ligações P=O
O fósforo ocorre na natureza como óxidos, portanto, para produzir a forma elementar do elemento, é necessária a deoxigenação. O método principal envolve redução carbotérmica (i.e., carbono é o agente de deoxigenação).
4 Ca5(PO4)3F + 18 SiO2 + 30 C → 3 P4 + 30 CO + 18 CaSiO3 + 2 CaF2
Os compostos do grupo principal oxofílicos são reagentes úteis para certas deoxigenações realizadas em escala laboratorial. O reagente altamente oxofílico hexaclorodisilano (Si2Cl6) desoxigena estereoespecificamente óxidos de fosfina.

### Ligações S=O
Um reagente químico para a deoxigenação de muitos compostos de enxofre e nitrogênio pela síntese oxo é a combinação anidrido trifluoroacético/iodeto de sódio. Por exemplo, na desoxigenação do sulfóxido difenilsulfóxido ao sulfeto difenilsulfeto: 
O mecanismo de reação é baseado na ativação do sulfóxido por um grupo trifluoroacetil e na oxidação do iodo. Iodo é formado quantitativamente nesta reação e, portanto, o reagente é usado para a detecção analítica de muitos compostos oxo.